# Френска революция
Вижте пояснителната страница за други значения на Френска революция.
Френската революция, наричана също Велика френска революция, протича във Франция през 1789 и 1799 г.
Има като резултат мащабни политически и социални промени, сред които са премахване на абсолютната монархия, промяна на ролята на Църквата в държавата и отмяна на феодалните, аристократически и църковни привилегии. Старите идеи за традиция и йерархия – свързани с монархията, аристокрацията и религиозните власти – са заменени с идеалите на Просвещението: равенство, гражданство и неотменими, естествени права на хората.
В началния етап (1789 – 1792 г.) кралят Луи XVI остава формално на власт, но се премахват феодалните привилегии и църковният десятък. През август 1789 се създава Декларацията за правата на човека и гражданина, а през 1791 г. се гласува и приема конституция, с която Франция става конституционна монархия. Според конституцията, кралят може да налага вето над законите и да сформира правителство. Началният етап завършва с въстанието от 10 август 1792 г., което на практика сваля монархията. Не след дълго е обявена Първата френска република (септември 1792 г.), а управлението е поверено на Конвент, в който последователно вземат връх жирондинци и якобинци. Кралят е екзекутиран през януари 1793 г., икономическата ситуация все повече се влошава, а Франция е застрашена от инвазия на коалиция от европейските монархии. През юни 1793 политическата власт преминава в лявото течение на якобинците, които установяват якобинска диктатура, известна с жестоката разправа с враговете, особено в периода на царството на терора. Периодът приключва с т.нар. Термидориански преврат (27 юли 1794).
Етапът на управление на Директорията (1795 – 1799) е белязан от успешното отблъскване на антиреволюционна коалиция на съюзните сили на Прусия и Австрия, към които се присъединяват емигрирали офицери аристократи, срещу която се изправя революционната армия. Към края на периода обаче се забелязва отново прибягване към репресивни мерки и превратът от 18 фруктидор уврежда моралния авторитет на Директорията и подготвя почвата за края на републиканското управление. С преврата от 18 брюмер 1799 г. Директорията е свалена и заменена с Френски консулат, в който Наполеон Бонапарт поема всички важни функции.
Френската революция оказва силно въздействие върху обществения живот в Европа и света, стимулирайки либералните движения.

## Предистория
Повечето автори сочат като основна причина за Френската революция тежката икономическа криза във Франция в края на 80-те години на 18 век. През 1789 година цените на хляба нарастват с 50%, което предизвиква недохранване и глад, както и свързаните с тях болести и повишена смъртност. Инфлацията е съпътствана от криза в държавните финанси, довела държавата до ръба на фалита, вследствие на военните кампании при крал Луи XV и участието на страната в Американската война за независимост. Военните разходи водят до ръст на държавния дълг, който достига почти 2 милиарда ливри.
Ефектите на кризата се усилват от системни недостатъци на френската икономика. Освобождаването от данъци на съсловията на духовенството и аристокрацията създава в обществото усещане за несправедливост на данъчната система и намалява нейната ефективност, поначало сравнително ниска, заради зле организираната администрация. Наследените от феодализма вътрешни митнически граници и местни такси допълнително затрудняват функционирането на икономиката. В същото време, на фона на икономическата криза, продължаващото демонстративно потребление на аристокрацията, най-вече на двора на Луи XVI във Версай, предизвиква все по-силна критика.
Към стопанските затруднения на страната се добавят и обществено-политически фактори, свързани с развитието на политическата философия в периода на Просвещението и с влиянието на относително либералните политически режими в Нидерландия и Великобритания. Все по-широко е отхвърлянето на идеите за абсолютизма, съсловните и сеньориални привилегии, хегемонията на аристокрацията в обществения живот. Засилва се антиклерикализмът и стремежът към свобода на вероизповедание и политически свободи. Силно недоволство предизвиква и отстраняването от властта на популярните политици Жак Некер и Ан Робер Жак Тюрго.

### Финансова криза
Когато Луи XVI се възкачва на трона през 1774 година, страната вече се намира в тежка финансова криза, бюджетът е в постоянен дефицит и се приближава към състояние на неплатежоспособност. Основна причина за това е участието на Франция в Седемгодишната война и в Американската война за независимост. През май 1776 година финансовият министър Ан Робер Жак Тюрго изпада в немилост и е уволнен.
На следващата година за генерален директор на финансите е назначен Жак Некер, който не може да стане министър, тъй като е швейцарец и протестант. Некер разбира, че данъчната система е неефективна поради несправедливото разпределение на данъчната тежест и множеството изключения за аристокрацията и духовенството. Той смята, че данъците не могат да се повишават повече, а дефицитът трябва да бъде намален чрез премахване на данъчните привилегии и ограничаване на разходите на местните парламенти, но среща съпротива сред останалите членове на правителството. Кралят го уволнява, назначавайки на негово място Шарл Александър дьо Калон.
Калон първоначално се впуска в големи разходи, но бързо разбира, че финансовото положение е критично и изготвя предложение за нов данъчен кодекс. В него се предвижда поземлен данък, включително върху земите на аристокрацията и църквата, като за приемането му за пръв път от 175 години са свикани Генералните щати.

## Ход на събитията

### Генералните щати прерастват в Учредително събрание
След поредица неудачни опити да излезе от затрудненото финансово положение, през декември 1787 г. Луи XVI обявява, че след пет години ще свика държавните служители на Франция. Жак Некер настоява за това Генералните щати да бъдат свикани през 1789 г. Правителството в този момент няма никаква определена програма.
На 24 януари 1789 г., с кралски регламент е постановено на 27 април да се свикат Генералните щати. Регламентът посочва като цел на бъдещото събрание „установяване на постоянен и неизменен ред във всички сфери на управление, касаещи щастието на поданиците и благосъстоянието на кралството, по възможност най-бързо изцеление на болестите на държавата и унищожаване на всякакви злоупотреби“; при това кралят изразява желанието си дори и „в най-крайните предели на кралството му, и в най-малките селища, за всеки да се осигури възможност да изпрати на краля своите желания и жалби“. В резултат са събрани общо 60 000 тетрадки с жалби:с. 33 С оглед избирането на делегати е дадено избирателно право на всички французи, достигнали 25-годишна възраст, имащи постоянно местожителство и включени в данъчен списък (последното ограничение изключва от избирателното права значителен брой бедни граждани). Изборите са на два етапа (след това понякога на три), тоест избират се депутати не от самото население, а от избрани пълномощници.
На 5 май 1789 г. във Версай са открити заседанията на Генералните щати. Още от самото начало започват пререкания за реда на заседанията. Третото съсловие иска по-големи права, като се обявява за представител на 96% от нацията. На 17 юни депутатите от третото съсловие, поддържани от низшите слоеве на духовенството и дворянството, по предложение на Еманюел Сийес се провъзгласяват за Национално събрание, канейки останалите депутати да се присъединят към тях. На 20 юни депутатите от третото съсловие се събират в залата за игри с топка и дават клетва да не се разпускат, докато не бъде изработена конституция. На 23 юни Луи предлага на депутатите от Генералните щати да се разделят по съсловия и заседават поотделно. В отговор на това Националното събрание единодушно постановява, че оставя предните си решения, и с голямо мнозинство гласове обявява, по предложение на Мирабо, личността на депутата за неприкосновена. Депутатите от третото съсловия продължават заседанията си и привличат на своя страна значителна част от представителите на духовенството и част от представителите на дворянството.

### Учредително събрание
На 9 юли 1789 г. Националното събрание се обявява за Учредително събрание – висш представителен и законодателен орган на народа. На 11 юли Луи уволнява Жак Некер и му заповядва незабавно да напусне Париж.
Тези събития в столицата се случват на фона на безпрецедентни въстания, обхванали цяла Франция, предизвикани от икономическата криза, масовата безработица и глад, достигнали пика си през пролетта и лятото на 1789 г. В селските местности селяните разграбват хлебните запаси, в градовете въстаналото население опустошава и разграбва складовете с продоволствие или заставя търговците да продават хляб на ниска („справедлива“) цена. През зимата и пролетта на 1789 г. въстания избухват в такива големи градове като Марсилия, Тулон и Орлеан. А в края на април въстание избухва и в самия Париж – в предградието Сент Антоан. Макар че то е потушено с помощта на правителствените войски, достатъчен е какъвто и да е нов повод, за да избухне отново.

#### Превземане на Бастилията
Когато намерението на кралския двор да разпусне Учредителното събрание става очевидно, това предизвиква още по-голям взрив на недоволство сред парижани, които свързват перспективите за подобряване на положението си с работата на Националното събрание. На 12 юли избухват нови сблъсъци между гражданите и войската в Париж; Камий Демулен призовава народа на оръжие, прикрепяйки на шапката си зелена лента.
В утрото на 14 юли в Дома на инвалидите са пленени 12 оръдия, 32 хиляди пушки и барут за тях. Голяма тълпа, въоръжена отчасти с огнестрелни оръжия, отчасти с пики, чукове, брадви и сопи, изпълва улиците около Бастилията – военна крепост и главен политически затвор на Париж. Офицерите на разположените в столицата полкове вече не могат да разчитат на войниците си. Съобщенията с Версай са прекъснати. Около един часа̀ следобед оръдията на крепостта откриват огън по народа, който обаче не се разпръсква и продължава обсадата – пленените на сутринта оръдия са приготвени за обстрел на крепостта. Гарнизонът разбира, че съпротивата е безсмислена, и около пет часа̀ се предава.
Кралят е принуден да признае съществуването на Учредителното събрание. През следващите седмици революцията се разпространява из цялата страна. На 18 юли въстава Троа, на 19-и – Страсбург, на 21-ви – Шербур, на 24-ти – Руан. В редица градове въстанията протичат под лозунга „Хляб! Смърт на прекупвачите!“. Въстаналото население изземва хляба, завладява местните кметства и изгаря документите, съхранявани там. Впоследствие в градовете са създадени нови изборни органи на властта – общини, в Париж се установява кметската длъжност и е създадена нова въоръжена сила – Националната гвардия, съставена от състоятелни граждани, които имат достатъчно средства да си купят кон, оръжие и снаряжение. За неин командир е определен маркиз дьо Лафайет.
Въстаналите селяни изгарят замъците на господарите си и взимат земята им. В някои провинции са изгорени или унищожени около половината имоти. Тези събития през 1789 г. получават името Големия страх – на френски: Grande Peur).

#### Реформи
С декрети от периода 4 – 11 август Учредителното събрание отменя личните феодални повинности, феодалните съдилища, църковния десятък, привилегиите на отделни провинции, градове и сдружения и обявява равенство на всички пред законите при заплащането на държавните данъци и в правото да заемат граждански, военни и църковни длъжности. Но в същото време обявява премахването само на „косвените“ задължения (т.нар. баналитет) – остават в сила „реалните“ задължения на селяните, по-специално, поземленият и поголовният данък.
На 26 август 1789 г. Учредителното събрание приема „Декларация за правата на човека и гражданина“ – един от първите документи на демократичния конституционализъм. На „стария режим“, основан на съсловни привилегии и произвола на властите, са противопоставени всеобщо равенство пред законите, неотчуждаемост на естествените права на човека, суверенитет на народа, свобода на възгледите, принципа „позволено е всичко, което не е забранено от закон“ и други демократични уредби на революционното просветителство, превърнали се оттогава в закони и действащо законодателство. Декларацията също така утвърждава правото на частна собственост в качеството ѝ на естествено право.
Проведена е административна реформа: провинциите са обединени в 83 департамента с единен съдебен процес.
Следвайки принципа на равенство на гражданите, Събранието ликвидира съсловните привилегии, отменя институциите на наследственото дворянство, дворянските титли и гербове.
Утвърждава се политиката на икономическия либерализъм: обявено е снемането на всички търговски ограничения; ликвидирани са средновековните цехови гилдии и държавното регулиране на предприемачеството, но в същото време със закона Льо Шапелие са забранени стачките и работническите организации – компаньонажи.

#### Поход към Версай
На 5 октомври се провежда поход към Версай (резиденцията на краля), за да застави със сила Луи XVI да признае декретите и Декларацията, чието одобрение дотогава монархът отказва. Националното събрание заповядва на Лафайет, командващ Националната гвардия, да изпрати гвардейците към Версай. В резултат на похода кралят е принуден да напусне Версай и да се премести в Париж, в двореца Тюйлери.

#### Църковна реформа
Следващо решение на Учредителното събрание (ноември 1789 г.) е конфискацията на църковните земи, които са обявени за „национално имущество“ и дадени за продажба. Като цяло, размерът на национализираното църковно имущество възлиза на около 10% от цялата поземлена собственост и недвижимо имущество във Франция. Купувачите чрез нововъведените асигнати са предимно буржоазията и заможните селяни. По-бедните нямат възможност да откупят земята си или да закупят нова, но въвеждането на принципа на частна собственост върху земята променя коренно облика на френското село и го прави привърженик на революцията. След това са национализирани редица земи на аристокрацията – най-вече на тези собственици, които са емигрирали или участват в борбата против революционното правителство. Все пак много от тези земи, предадени за продажба, са изкупени на ниска цена от други едри поземлени собственици и дворяни.
През юли 1790 г. Националното събрание завършва църковната реформа: във всички 83 департамента на страната са назначени епископи; служителите на църквата започват да получават заплата от държавата. Националното събрание приема „Гражданска конституция на духовенството“ (на френски: „Constitution civile du clergé“), която изисква от свещениците да се кълнат във вярност не към римския папа, а към френската държава. Едва половината делегати свещеници и само 7 епископа го правят. В отговор папата осъжда Френската революция, реформите на Националното събрание и особено силно „Декларацията за правата на човека и гражданина“.

#### Бягство на краля
През май 1791 г. Мария-Антоанета, съпруга на краля Луи XVI, предупреждава брат си, император Леополд II, за подготвяното бягство на френското кралско семейство. Поставен в подобна ситуация, императорът се вижда принуден да се намеси във вътрешните дела на Франция. Кралят прави опит за бягство, напускайки инкогнито Париж на 21 юни 1791 г. На сутринта новината се разпространява в Париж. Лафайет изпраща писма във всички посоки за арестуването на краля. Жан-Батист Друе, пощенски служител от Сен Мену, разпознава краля и кралицата, пристигнали с луксозна карета в Сен Мену, и час по-късно научава за заповедта за арест на краля. С решение на местните власти той е изпратен, с приятеля си Жан-Кризотом Гийом, по следите на краля, когото настигат във Варен. Цяла нощ те не позволяват на краля да напусне Варен, докато чакат подкрепления от силите на Лафайет, които на сутринта арестуват краля и го връщат в Париж. Опитът за бягство на краля е повратен момент във Френската революция, тъй като делегитимира кралската власт и проправя пътя за премахване на монархията и установяване на република.

### Приемане на конституция
На 3 септември 1791 г. Учредителното събрание провъзгласява четвъртата в историята на Европа конституция и петата в света (след Конституцията на САЩ от 1787 г.). Кралят я приема и полага клетва за вярност по новата конституция на 13 септември. Участниците в Учредителното събрание залагат в нея както идеите на Монтескьо за разделение на властите, така и тези на Русо за превъзходство на законодателната власт и народа суверен. Разделението на властите обаче е недостатъчно гъвкаво: не са предвидени механизми за разрешаване на конфликти между законодателната и изпълнителната власт, и не са разгледани случаите на война. Законодателната власт е поверена на Законодателно събрание, избирано само от отговарящите на определен ценз избиратели мъже. Кралят притежава изпълнителната власт, и макар прякото му влияние да е ограничено, той е обявен за представляващ нацията и не носи отговорност пред Националното събрание. Кралят има право на вето върху законите, номинира министрите, които не могат да са депутати в събранието, посланиците, ръководството на армията и висшата администрация.
Въпреки че обслужва предимно интересите на притежаващите собственост, тази конституция била несравнимо по-демократична от системата до 1789 г.

### Законодателно събрание (1791 – 1792)
Изборният закон, приет от Учредителното събрание на 4 декември 1789 г., разделя гражданите на две категории: „активни“ и „пасивни“. Активните са тези, които заплащат определен ценз и така получават правото да гласуват. Оценките за населението на страната от този период са за 24 милиона жители, и в по-горния имуществен ценз „активни“ са 4,3 млн. души, а „пасивни“ – 3 млн. Тези цифри, според някои историци, като Жак Годшо, се нуждаят от по-сериозна проверка. В новия парламент не могат да бъдат избирани депутати от учредителното събрание.
На 1 октомври 1791 г. е свикано Националното законодателно събрание, съставено от 745 депутати, избрани от „активните“ граждани чрез двустепенен вот. Депутатите са нови лица, заможни и предимно млади, повечето от тях с опит в регионалните и департаменталните събрания. На тях е възложено привеждането в действие на новата конституция. Десницата е представена от 250 депутати – фьойаните, които са привърженици на идеята за конституционна монархия и чиято цел е да спрат революцията. Центърът и независимите, които биват наричани и конституционна партия са най-многобройни, бидейки 345 депутати. Левицата е представена от 136 депутати, от клуба на якобинците, най-вече бъдещи жирондинци. Крайната левица, състояща се от най-революционно настроените депутати, също е представена. Последните имат слабо влияние в Събранието, но се ползват с обществени симпатии. Сред тях са Тионвил, Базир и Шабо (триото корделиери), както и привърженици на всеобщото избирателно право като Линде, Кутон и Карно.
Луи XVI вече не може да управлява като абсолютен владетел. Той започва да заговорничи с аристократите емигранти и чуждите монарси за потушаването на революцията, особено с брата на Мария Антоанета Леополд II. Последният може би е искал да избегне война, но на 1 март 1792 г. умира. Франция решава да се възползва от това и на 20 април 1792 г., с одобрението на краля и с голямо мнозинство в Законодателното събрание, изпреварващо обявява война на Австрия (тогава все още в Свещената Римска империя на Франц II). Жирондинците започват да говорят за война на народите срещу кралете, поход за свобода. Френската революционна армия, дезорганизирана след емиграцията на офицерите от аристокрацията, е неспособна да води военна кампания и търпи първите си поражения, които оставят северната и североизточните граници оголени. На 6 юли 1792 г. кралство Прусия се включва на страната на Австрия.
На 11 юли Законодателното събрание приема декрет, обявяващ отечеството в опасност, според който всички мъже, годни да носят оръжие, са призовани в армията. Жирондинците и якобинците изоставят временно своите различия и се обединяват в името на защитата на родината. В края на юли и началото на август патриотичният подем продължава да нараства. Представителите на отделните райони в Париж се събират и избират нов орган на градско управление – комуна. Якобинците и корделиерите все по-често издигат искане за разпускане на Законодателното събрание и свикване на общонароден Конвент.

#### Щурм на двореца Тюйлери (10 август 1792)
На 1 август в Париж става известен манифестът на командващия пруската армия херцог Брауншвайг от 25 юли, който заплашва с превземане на Париж, ако бъдат предприети действия срещу кралското семейство. Вместо да уплаши санкюлотите, този документ дава нов порив на Революцията, дава усещането, че кралят е предал народа си, и става претекст за свалянето на монархията.
В нощта на 9 срещу 10 август 1792 г. революционната парижка комуна се обявява за висша власт и вдига въстание. Въстаниците завземат кметството и отправят искане към Законодателното събрание за свалянето на краля. Около 20 хиляди бунтовници (т.н. санкюлоти) обкръжават кралския дворец. Щурмът е кратък, но кръвопролитен. На нападателите оказват съпротива няколко хиляди войници от швейцарската гвардия – мнозина падат убити при Тюйлери или загиват по-късно в затворите в хода на „септемврийските кланета“. Уплашен, кралят и семейството му търсят закрила в сградата на Законодателното събрание. Под натиска на Комуната и парижани Законодателното събрание приема решение за отстраняването на Луи XVI от престола и го поставя под стража в крепостта Тампл. В резултат на щурма Луи XVI фактически е отстранен от властта, тъй като Събранието временно отнема функциите му до ново решение. Така въстанието променя политическата обстановка, като слага край на политическия строй, установен от конституцията от 1791 година.

#### Радикализация на революцията
От този момент, в течение на няколко месеца, най-висшите революционни органи – Законодателното събрание и последвалият го Конвент се намират от една страна под силното влияние на вътрешните политически борби между жирондинците и якобинците, а от друга са подложени на натиска на народните маси (санкюлотите) и в редица случаи са принудени да изпълняват непосредствените искания на тълпите, обкръжили сградата на Националното събрание. Исканията включват ограничаване на либерализацията на търговията, предприета по-рано, замразяване на цените, заплатите и жестоко преследване на спекулантите. Указаните мерки са приети и просъществуват чак до юли 1794 г.
Под натиска на парижката комуна Законодателното събрание на 17 август приема декрет за т.нар. „подозрителни“ и създава извънреден трибунал за борба с контрареволюцията. Започват масови арести на аристократи, неположили клетва за вярност към революцията свещеници и други лица, заподозрени като врагове.

#### Франция във война
Силите на Прусия и Австрия навлизат във Франция на 19 август 1792 и завземат важни позиции. В началото на септември херцогът на Брауншвайг завзема крепостите Вердюн и Лонгви, които пазят пътя за Париж. Кралят на Прусия дава заповед войските да продължат през Шампан и да завземат Париж с цел да освободят крал Луи XVI. В отговор генерал Шарл Франсоа Дюмурие заповядва на войските си да се изтеглят от Валенсиен, където се готвели за завладяване на Белгия, и да пресекат пътя на пруската армия. Към него се присъединява армията, командвана от Келерман. Австро-пруските войници са 100 000, срещу 24 000 френски. Херцогът на Брауншвайг, сигурен в победата си, не търси помощ от другите австро-пруски части. Дюмурие позиционира войските си откъм тила на австро-пруската армия, което спира снабдяването на врага с провизии и улеснява връзката му с Келерман. Битката при Валми на 20 септември 1792 г. завършва с френска победа от голямо психологическо значение, тъй като е първата за революцията. В следващите седмици врагът отстъпва, а революционната армия напредва и преминава границата с лозунга „Мир на колибите! Война на дворците!“. Междувременно Парижката комуна започва мобилизация на всички боеспособни мъже и хиляди доброволци започват да се насочват към бойното поле. В града обаче се разпространяват слухове, че затворените роялисти и контрареволюционери само чакат парижани да заминат за фронта, за да извършат преврат. В отговор на това в продължение на няколко дни – от 2 до 7 септември, въоръжени санкюлоти нападат парижките затвори и избиват около 1500 души в т.нар. „септемврийски кланета“, които се разглеждат като първото проявление на революционен терор. Така изборите за Конвент протичат по време на засилен национализъм и кръвопролития.
Между 1793 и 1815 Франция е почти непрекъснато в състояние на война с променливи коалиции на европейските монархии. Във френското общество отношението към войната е нееднозначно. Роялистите, много от фьойаните и жирондинците са привърженици на военните действия. Фьойаните се надяват на възстановяване на монархията и нейния авторитет, дори и в случай на френско поражение. Жирондинците искат да разпространят революцията сред другите европейски държави и така да подпомогнат необратимо нейния ход във Франция. Противниците на войната са доста по-слаби – сред тях са някои фьойани, които се опасяват, че Франция не може да я спечели и това ще доведе до радикализация на революцията. В другия край на политическия спектър Робеспиер е против войната, защото според него тя ще подпомогне монархията и военните за сметка на революцията и че ще настрои обикновените хора в Австрия и Европа негативно спрямо революцията.
През есента на 1792 френските армии продължават да напредват и печелят редица победи в движението си на север към пруската Рейнланд. На 6 ноември побеждават австрийците в битката при Жемап и скоро овладяват Австрийска Нидерландия. Това води до включване в конфликта на Великобритания и Съединените провинции (Нидерландската република), чиито интереси са засегнати.
Конфликтът се изостря още повече след екзекуцията на крал Луи XVI през януари 1793 г. Французите търпят поражения на редица фронтове и се изтеглят от завоюваните територии. В същото време вътре в страната има размирици. Армиите от коалицията обаче не успяват да се възползват от това разединение и към есента на 1793 г. републиканският режим успява да надделее и да спре вражеския напредък вътре в самата Франция.
Лятото на 1794 е ознаменувано отново с френски победи, като битката при Фльорюс. Войските на коалицията са изтласкани от Австрийска Нидерландия. Следва кампания, която отхвърля противника към източния бряг на Рейн и французите завладяват Нидерландската република.
През май 1795 е провъзгласена Батавската република като френска дъщерна република, а между април и юли Франция сключва мирни договори с отделни участнички в коалицията (наричани общо Базелски мир) и се очертава като сериозна европейска сила.

### Национален Конвент (1792 – 1795)
Количествено Конвентът се състои от 160 жирондинци, 200 монтаняри и 389 депутати от Равнината или блатото (на френски: La Plaine ou le Marais), общо 749 депутати. Една трета от депутатите е участвала в предишните събрания и носи със себе си всички предишни разногласия и конфликти.
На 21 септември 1792 г. Конвентът свиква първото си заседание и окуражен от победата при Валми обявява края на монархията и провъзгласява Първата френска република. Съставено е официално правителство и са назначени министри.
В дебатите през следващите месеци се очертава остро противопоставяне между жирондинци и монтаняри, отначало по въпроса за съдбата на краля. През януари 1793 г. Конвентът осъжда на смърт краля на Франция Луи XVI. Присъдата е изпълнена на 21-ви същия месец.
Икономическото положение в страната продължава да се влошава, настъпват продоволствени затруднения, а революцията е изправена пред множество заплахи вътре и извън Франция. В Париж има силни настроения против министрите и жирондинците. Санкюлотите и Парижката комуна започват да играят значителна роля в политическия живот на Франция: те изискват и се добиват до учредяването на революционен трибунал, даване на съд на дезертиралия през април 1793 генерал Дюмурие, настояват за арест на жирондинците. Същият месец Конвентът назначава Комитет за обществено спасение, който става на практика главен управляващ орган на Франция. Първоначално в него са равно представени жирондинци и монтаняри, а водеща роля играе Дантон. Комитетът дава заповеди директно на гражданските и военните чиновници и изпраща в провинцията комисари, които да свеждат заповедите му.
На 2 юни парижките секции на Комуната вдигат въстание, обграждат Конвента и изискват спешни административни и политически чистки и поставяне на фиксирана цена на хляба. Подкрепя ги Националната гвардия и Конвентът е принуден да постанови арест на 31 водачи на жирондинците. В резултат якобинците получават контрол над Комитета за обществено спасение и започва т.нар. якобинска диктатура.
На 24 юни Конвентът приема първата републиканска конституция на Франция, написана въз основа на нова Декларация за правата на човека и гражданина от 1793. Тя е прогресивна и радикална, като установява всеобщо избирателно право за мъжете. Подложена на плебисцит, тя е одобрена, но не влиза в действие поради прекратяването на нормалните законови процедури и въведеното военно положение.
Неуспехът на Комитета за обществено спасение при справянето с Вандейското въстание и метежа на федералистите води до реорганизирането му и през юли 1793 Дантон е изключен от състава му с декрет на Конвента. Мястото му заема Робеспиер, който става безспорен вожд на революцията и на практика поема ръководството на страната. Също през юли Шарлот Корде извършва убийството на Жан-Пол Марат, което изостря още повече настроенията срещу жирондинците. Пълномощията на Комитета постоянно се разширяват, като това се оформя със съответните декрети от Конвента. Този Комитет остава на власт до 27 юли 1794 г.
От септември 1793 г. Комитетът започва да провежда Големия терор: масово преследване на политическите противници и голям брой екзекуции. В първите месеци на 1794 г. се изостря вътрешната борба между Дантон и неговите привърженици (дантонистите), които настояват за отслабване на режима на диктатура, и левите („крайните“) якобинци около Робеспиер, които изискват по-нататъшно осъществяване на социално–икономическите мерки в интерес на най-бедните слоеве и засилване на революционния терор. Робеспиеристите дори стигат дотам, че през март – април 1794 г. екзекутират Дантон и Жак-Рене Ебер. Броят на репресиите нараства особено през юни – юли 1794 г. Според архивите по време на Големия терор са загинали 16 594 души, обвинени в контрареволюционна дейност. Други 40 000 затворници са екзекутирани без съд или са починали преди да бъдат осъдени.
На 27 юли 1794 г. (9 термидор от II година според републиканския календар) е извършен преврат срещу якобинската диктатура. Робеспиер е екзекутиран заедно с неговите съмишленици, Парижката комуна е ликвидирана, а Клубът на якобинците е закрит. Властта се поема от термидорианците.
Дейността на Конвента продължава още известно време и е прекратена от Директорията на 26 октомври 1795 г.

### Директория (1795 – 1799)
Според новата конституция (Конституция от година III, приета през август 1795 г.) от ноември 1795 г. законодателната власт е разделена между Съвет на старейшините и Съвет на петстотинте, а орган на изпълнителната власт е Директорията (на френски: Directoire exécutif, Директуар екзекютиф), която се състои от петима директори. Тя идва на мястото на Комитета за обществено спасение и последните четири години от Френската революция обикновено се означават с нейното име.
През първите две години е прекратен терорът от времето на якобинската диктатура; спрени са масовите екзекуции и са отслабени репресиите. Якобинският клуб е затворен, а опитите за въоръжена якобинска съпротива, както и заговорът на Гракх Бабьоф, проповядващ насилствена борба срещу богатството, са потушени. Все пак якобинците възвръщат влиянието си в двата законодателни Съвета след разкриването на роялисткия заговор на генерал Шарл Пишегрю и отново засилват мерките против църквата и емигрантите, като извършват преврата от 18 фруктидор (септември 1797).
Икономическата криза във Франция продължава и по времето на Директорията. В началото хазната е празна, асигнациите са паднали до частица от първоначалната им стойност, а цените се повишават постоянно. Директорията спира печатането на асигнации и стойността на парите се възстановява, но това води на свой ред до криза, защото цените и надниците падат, но икономическата дейност е в застой.
Директорията се намира постоянно във война с коалициите от чужди държави, които по различно време включват Великобритания, Австрия, Прусия, Неаполитанското кралство, Руската и Османската империи. По време на Директорията Франция анексира Белгия и левия бряг на Рейн, а голяма част от Италия е покорена от Бонапарт. Създадени са редица дъщерни републики по подобие на френската с кратко съществуване. Завладените територии и градове са заставени да изпращат във Франция пари и произведения на изкуството, с които се изпълва музеят Лувър, създаден през 1793 г. в Париж. Армията на Бонапарт завоюва Египет през 1798 г. и достига до Сирия.
Директорията постепенно губи подкрепа, като пораженията на френската армия по фронтовете допринасят за нестабилността. Бонапарт се завръща във Франция навреме, за да подготви военен преврат, успешно проведен на 8 – 9 ноември 1799 г. Превратът прекратява управлението на Директорията, установява Френски консулат с първи консул Наполеон Бонапарт и на практика Френската революция приключва.

## Политически клубове
Разпространението на новите идеи и извършването на реформите е тясно свързано с разцвета на политическите клубове. Те възникват още при свикването на Генералните щати и успоредно с тях стават място за обсъждане на националните проблеми. Първи създават свой клуб депутатите от Бретан (Общество на приятелите на Конституцията). Членове се приемат с поръчителство на някой от основателите и се плаща сравнително висок членски внос. След преместването на Учредителното събрание в Париж през октомври 1789 г. клубът избира за свое седалище бившия манастир на якобинците доминиканци на ул. „Сент Оноре“ и започва да се нарича Якобински клуб. Якобинците представляват лявото крило на революционното движение. Искат радикални реформи, развитие на революцията и Франция да стане република. Водачи: Максимилиан Робеспиер, Жорж Дантон, Жан-Пол Марат. На най-голяма почит са идеите на Жан-Жак Русо.
През април 1790 г. е основано Обществото от 1789 г., което е с по-десни убеждения. Парижките низини се обединяват в Дружество на приятелите на правата на човека, известно като Клуб на корделиерите, с основатели Жорж Дантон, Камий Демулен, Фабр д'Еглантин и Жан-Пол Марат. Това е единственият политически клуб, който приема т.нар „пасивни граждани“ (т.е. с нисък имуществен ценз). Корделиерите започват да издават вестник „Приятел на народа“. През 1790 г. е създадено и Обществото на приятелите на истината (на френски: Amis de la Verité), което има чертите на „революционен политически клуб, масонска ложа и литературен салон“. Издава и Bulletin de la Bouche de Fer. Основатели на Обществото са Никола Бонвил и Клод Фоше.
Парижките граждани създават организации на санкюлотите, наричани „братски общества“. Те обединяват работници, занаятчии и безработни и за тях не се изисква членски внос. Първи създава такъв клуб учителят Дансар в началото на 1790 г., а впоследствие техният брой се увеличава.
Основните политически партии и течения в хронологичен ред са:
- Фьойани – представляват дясното крило на революционните сили. Те са привърженици на конституционната монархия и настояват революцията да се придържа към конституцията. Един от техните най-видни представители е маркиз дьо Лафайет. Отделят се от якобинците през лятото на 1791 г. и впоследствие биват маргинализирани.
- Корделиери – ляво крило; по-късно се превръщат в ебертисти.
- Якобинци – радикално ляво крило, привърженик на републиканската власт. Те постепенно се разцепват на няколко течения:
  - Монтаняри – представляват дясното течение в якобинската партия. Настояват за републиканско управление и радикални реформи, но не и за диктатура, терор и крайни мерки. Техен лидер е Жорж Дантон, а сред най-изявените представители е Луи Антоан дьо Сен Жюст.
  - Жирондинци – умереният център на якобинците. Те също държат на републиканска власт в страната, но настояват за умерени реформи, подобни на тези в САЩ. Сред техните лидери са Жак-Пиер Брисо и Жан-Антоан дьо Кондорсе, а по професия те са журналисти, прависти и търговци и се ползват с подкрепата на заможните французи без благородно потекло: средната и едрата буржоазия.
  - Ебертисти – крайно ляво течение в якобинската партия с лидер Жак-Рене Ебер. Налагат своите идеи и доминация в Клуба на корделиерите и много скоро го окупират изцяло.
- Термидорианци – обединяват разнородни представители на политическите течения, които се опълчват срещу Якобинската диктатура и извършват преврата на 9 термидор (27 – 28 юли 1794 г.), който я сваля, а впоследствие водачите им влизат в Директорията.

Освен в клубовете, различните фракции се събират и в салоните на известни дами. Например салонът на мадам дьо Стал е средище на привържениците на Лафайет, а г-жа Ролан е домакиня на срещите на жирондинците.

## Последици от Френската революция
1. Разрушава се Старият ред, който се изразява в съсловно разделение на обществото: духовенство, благородничество и трето съсловие.
2. Абсолютната монархия е премахната.
3. Декларация за правата на човека.
4. Премахва се дискриминацията по религиозни и етнически причини.
5. Отпада феодалният режим.
6. Църквата се отделя от държавата.
7. Буржоазията в лицето на индустриалния капитал превзема властта.
8. (косвено) Дава тласък на последвали революции, напр. на Френска революция (1848) и на други революции по света (напр. Октомврийската революция).

## Основни положения отДекларацията за правата на човека и гражданина
1. Хората се раждат свободни и равноправни.
2. Целта на всеки държавен съюз е осигуряването на естествените и неотменими права на човека.
3. Свободата е правото да се върши всичко, което не вреди на другите.
4. Законът може да забранява само действия, вредни за обществото.
5. Законът трябва да е равен за всички.
6. Свободното изразяване на мисли и мнения е едно от най-драгоценните права на човека (еквивалентно на съвременните понятия свобода на словото, свобода на печата (в по-ново време и на съвременните масови медии) и свобода на убежденията, вярванията и философията, и религиозна свобода).

## Отношение към религията
На 20 август 1789 г. Учредителното събрание назначава църковен комитет, който изработва нов ред за регулиране на църковните отношения на мястото на конкордата от Болоня (1516).
През октомври 1789 г. епископ Талейран предлага конфискацията на църковните земи с мотива, че църковното съсловие е различно от другите собственици. Целта е да се набавят средства за погасяване на държавния дълг. През ноември имотите на църквата са обявени за „национално имущество“ и част от тях са дадени за продажба. Купувачи са предимно буржоазията и заможните селяни чрез нововъведените асигнати. Това поставя начало на ограничаване на ролята на църквата в обществото. След това, в началото на 1790 г. са премахнати монашеските ордени, а малко по-късно и правото на църквата да управлява имоти.
На 12 юли 1790 г. е приета „Гражданска конституция на духовенството“ (на френски: Constitution civile du clergé), която изисква от свещениците да се кълнат във вярност не към римския папа, а към френската държава. Според нея:
1. Старото деление на Франция на 18 архиепископства и 116 епископства се заменя с деление на 83 диоцеза, съвпадащи с административното деление на департаментите, като историческите наименования са променени и е извършено преразпределение на църковните енории. Всички църковни титли са отменени, с изключение на „епископ“ и „настоятел“; катедралните съвети се преименувани в епископски съвети.
2. Епископите трябва да бъдат избирани от същите избиратели като депутатите, членовете на първоинстанционните съдилища и администрацията на департаментите, а настоятелите на енорийските църкви – от избирателите на местната администрация. Няма законово изискване избирателите да са католици.
3. Епископите не се нуждаят от одобрението на папата в Рим и само го уведомяват за встъпването си в длъжност. Настоятелят получава назначението си от епископа.

Гражданската конституция предизвиква силна съпротива от страна на клира и води до сблъсък между Учредителното събрание и крал Луи XVI, който налага вето, оправдавайки се, че чака мнение от папата. На 27 ноември 1790, все още неполучило одобрението на краля, Учредителното събрание предлага декрет, с който се задължават свещениците да подпишат в присъствието на муниципалните власти клетва за вярност към нацията, краля и закона и че ще спазват Гражданската конституция на духовенството. На 26 декември 1790 г. Луи XVI дава съгласието си за Гражданската конституция, което позволява през януари и февруари 1791 г. да започне процедурата по заклеване. Болшинството свещеници (поне две трети) отказват да положат клетва и особено в провинцията стават организатори на съпротивата срещу революцията. Оттогава до сключването на конкордат с Рим през 1801 г. от Наполеон френското духовенство се дели на „заклети“ и „незаклети“ духовници.
Продължавайки антиклерикалната кампания на Учредителното събрание, на 29 ноември 1791 г. депутатите от Законодателното събрание постановяват, че свещениците, които в срок от осем дни не положат клетва за вярност към Гражданската конституция на духовенството, ще бъдат лишени от заплащане и ги заплашва депортиране. Кралят напълно съзнателно налага вето и на този декрет.
По време на Националния конвент названията на месеците от годината, които до този момент се употребяват и са обвързани с Католическата църква, са заменени от нови като част от Републиканския календар, за да бъде избегнато всякакво църковно и кралско влияние.

## Оценки
Някои историци като Албер Собул твърдят, че Великата френска революция по своя характер е буржоазна – тя заменя феодалния строй с капиталистически, и водещата роля в този процес играе буржоазната класа, свалила в хода на революцията феодалната аристокрация. Голяма част техни колеги не са съгласни с това, посочвайки, че: 1) феодализмът във Франция е изчезнал няколко столетия преди революцията (виж. Стария ред); 2) френската аристокрация в действителност включва не само едри земевладелци, но и едри капиталисти; 3) именно френската аристокрация насажда капиталистически (пазарни) отношения в течение на 25 – 30 години, предшестващи 1789 г. Навлизането на пазарните отношения започва през 1763 – 1771 г. при Луи XV и продължава през следващите години, без прекъсване до 1789 г. Водеща роля в това имат либералните икономисти (физиократи), които почти всички са представители на аристокрацията (включително главата на правителството Ан Робер Жак Тюрго), а кралете Луи XV и Луи XVI са активни поддръжници на идеите им; 4) революцията започва с масови въстания на селяни и граждани, които продължават в течение на целия ѝ ход. В тях активно участие взима и буржоазията, представляваща френската средна класа. Един такъв пример е въстанието от октомври 1795 г. (разстреляно от оръдията на Наполеон), в което участват 24 хиляди въоръжени буржоа – жители на централните райони на Париж. Друг пример е въстанието на санкюлотите на 10 август 1792 г., които в основната си маса представляват дребната буржоазия (занаятчии и др.), противопоставяща се на едрия бизнес – аристокрацията; 5) Тези, които се оказват на власт след първия етап на революцията, особено в провинцията, в по-голямата си част не произлизат от буржоазията, а са дворяни, които и преди революцията са имали власт – събирачи на данъци, рентиери и др.
Сред историците немарксисти преобладават две мнения за характера на Великата френска революция, непротиворечащи си един на друг. Традиционното мнение, възникнало в края на 18 – началото на 19 в. (абат Сийес, Барнав, Гизо), разглеждат революцията като всенародно въстание против аристокрацията, нейните привилегии и методи на угнетение на народните маси, чието следствие е революционният терор против привилегированите съсловия, стремежът на революционерите да разрушат всичко, което се асоциира със Стария ред, и да построят ново, свободно и демократично общество. От тези стремежи произлиза и главния лозунг на революцията – свобода, равенство, братство.
Съгласно второто мнение, което споделят голям брой съвременни историци (в това число В. Томсинов, И. Валерщайн, П. Губер, А. Кобо, Д. Герен, Е. Лероа Ладури, Б. Мур, Хунеке, и др.), революцията има антикапиталистически характер и самата тя представлява масов протест против капитализма или против методите на разпространението му, които използва управлявашата върхушка.
Има и други мнения за характера на революцията. Например историците Франсоа Фюре и Дени Рише разглеждат революцията в значителна степен като борба за власт между различни групировки, сменящи се една друга няколко пъти в течение на 1789 – 1799 г. Съществува поглед върху революцията като освобождение на основната маса население (селяните) от чудовищния гнет или дори разновидност на робство, откъдето идва и част от основния лозунг на революцията – свобода, равенство, братство. Все пак, има доказателства, че към момента на революцията френските селяни в огромната си част са свободни хора, а държавните данъци и феодалните налози като цяло не са високи. Според А. Алексаха, това е селска революция, като причината е т.нар. от него последно напълване на резервоара. От тази гледна точка, френската революция има системен характер и принадлежи към същия тип революции, към които се числят и Нидерландската, Английската или Руската революция.

### XVIII век
- (1798) Jacobinism Displayed; In Address to the People of England. Birmingham, printed by E. Piercy.

### XIX век
- (1824) History of the French Revolution from 1789 to 1814, by François Mignet, проект Гутенберг.

### XX век
- Hibbert, Christopher. The Days of the French Revolution.   New York, Quill, William Morrow, 1980. ISBN 0688037046. (на английски)
- Глушков, Христо. Френската революция 1789 – 1799.   Народна просвета, 1989. с. 214.
- Doyle, William. The Oxford history of the French Revolution (3rd ed.).   Oxford, Oxford University Press, 1989. ISBN 0192852213. (на английски)
- Colton, Joel et al. A History of the Moder World.   New York, McGraw Hill, Inc., 1995. ISBN 0070408262. (на английски)

### XXI век
- Frey, Linda et al. The French Revolution.   Westport, Greenwood Press, 2004. ISBN 0313321930. (на английски)
- France’s Financial Crisis: 1783 – 1788 //   SparkNotes. Посетен на 8 март 2010. (на английски)